# NGC 5480
NGC 5480 (również PGC 50312 lub UGC 9026) – galaktyka spiralna (Sc), znajdująca się w gwiazdozbiorze Wielkiej Niedźwiedzicy. Odkrył ją William Herschel 15 maja 1787 roku.
W galaktyce tej zaobserwowano supernową SN 1988L.